# 比利亞戈麥斯

比利亞戈麥斯是哥倫比亞的城鎮，位於該國中部，由昆迪納馬卡省負責管轄，距離首府波哥大103公里，始建於1926年，面積63平方公里，海拔高度1,684米，2005年人口2,104。
5°17′N 74°12′W / 5.283°N 74.200°W